# Damien Gaudin
Damien Gaudin (ur. 20 sierpnia 1986 w Beaupréau) – francuski kolarz torowy i szosowy.

## Osiągnięcia

### Kolarstwo torowe
2006
- 1. miejsce w mistrzostwach Francji  (madison)

2008
- 1. miejsce w mistrzostwach Francji  (madison)
- 1. miejsce w mistrzostwach Francji  (wyścig druż. na dochodzenie)

2009
- 1. miejsce w mistrzostwach Francji  (wyścig ind. na dochodzenie)
- 1. miejsce w mistrzostwach Francji  (wyścig druż. na dochodzenie)

2010
- 1. miejsce w mistrzostwach Francji  (wyścig ind. na dochodzenie)
- 1. miejsce w mistrzostwach Francji  (wyścig druż. na dochodzenie)
- 1. miejsce w mistrzostwach Francji  (madison)

2011
- 1. miejsce w mistrzostwach Francji  (wyścig druż. na dochodzenie)

2012
- 1. miejsce w mistrzostwach Francji  (wyścig ind. na dochodzenie)

### Kolarstwo szosowe
2007
- 1. miejsce w Paryż-Roubaix do lat 23

2012
- 1. miejsce na prologu Tour Alsace

2013
- 1. miejsce na prologu Paryż-Nicea
- 1. miejsce w Cholet-Pays de Loire
- 5. miejsce w Paryż-Roubaix

2017
- 1. miejsce na prologu Volta a Portugal (jazda ind. na czas)

2021
- 2. miejsce w Nokere Koerse

## Rankingi

### Kolarstwo szosowe
| Rok             | 2010  | 2011 | 2012 | 2013 | 2014 | 2015 | 2016 | 2017 | 2018 | 2019  | 2020 | 2021 |
| --------------- | ----- | ---- | ---- | ---- | ---- | ---- | ---- | ---- | ---- | ----- | ---- | ---- |
| World Ranking   |       |      |      |      |      |      | 589. | 363. | 284. | 1072. | 941. | 411. |
| UCI Europe Tour | 1061. | 235. | 316. | 126. |      |      | 496. | 175. | 232. | 765.  | 739. | 338. |
| UCI Africa Tour | -     | -    | -    | -    |      |      | -    | -    | 34.  |       |      |      |
|                 |       |      |      |      |      |      |      |      |      |       |      |      |
| Źródło: UCI     |       |      |      |      |      |      |      |      |      |       |      |      |